# Fontaine du Trésor
La fontaine du Trésor est une ancienne fontaine aujourd'hui disparue située au fond de la rue du Trésor, dans le 4e arrondissement de Paris.

## Historique
À la fin du XIXe siècle, la décision fut prise de joindre la rue Vieille-du-Temple et la rue des Écouffes en perçant une rue sur l'emplacement de l'ancien Hôtel du maréchal d'Effiat, favori de Louis XIII. 
En 1882, lors des travaux de démolition de l'hôtel, on dėcouvrit  dans les décombres un vase de cuivre renfermant des monnaies d'or du XIVe siècle et XIVe siècle. La rue en cours de percement fut nommée « rue du Trésor » en souvenir de la découverte, mais le projet de joindre les deux voies fut abandonné et une fontaine placée là où le lotissement s'arrêta : la Fontaine du Trésor.

## Description
Fontaine monumentale surmontée à l'origine d'une imposante façade (un grand fronton très décoré a disparu depuis), elle est aujourd'hui maçonnée.

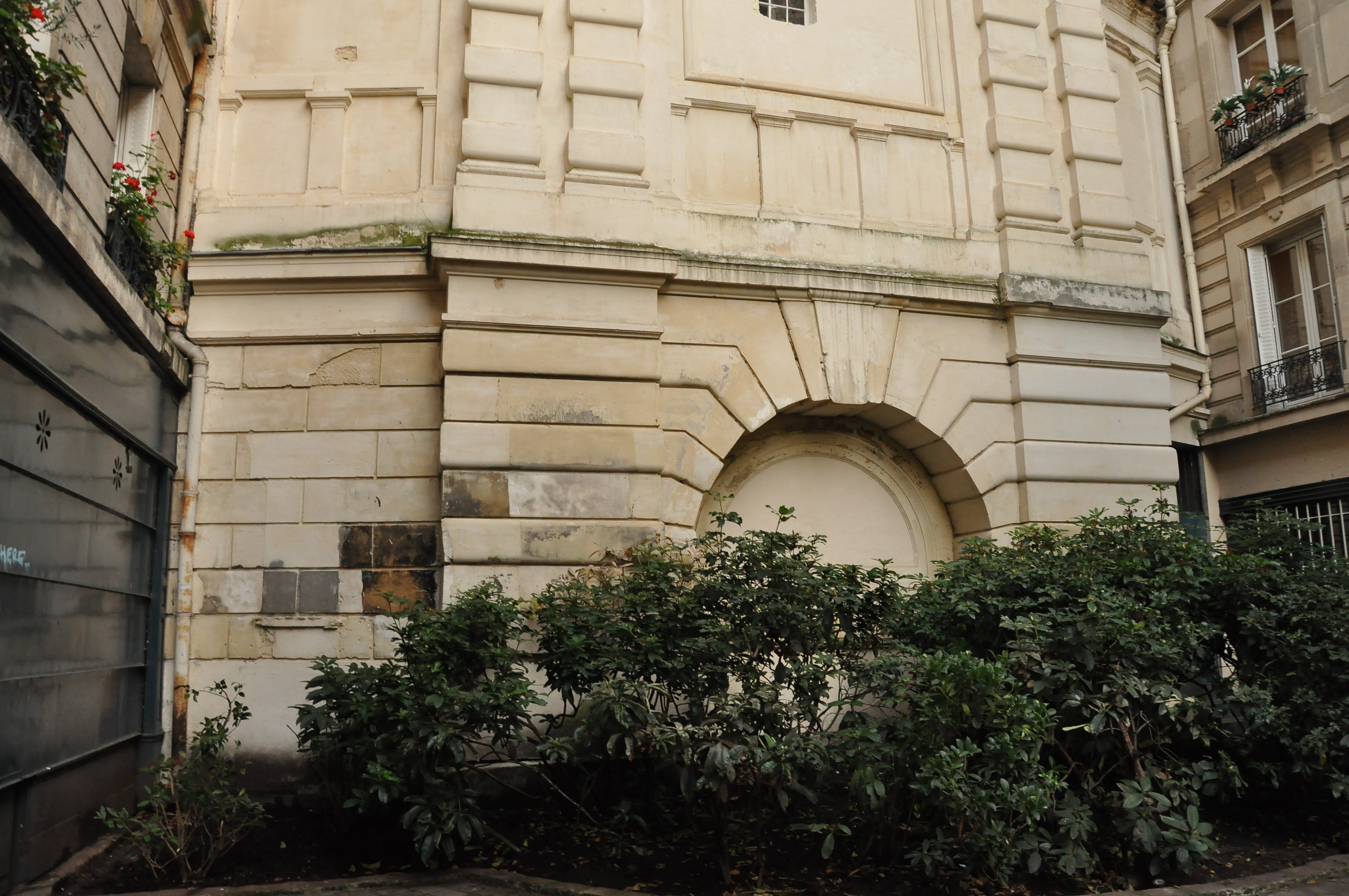
Partie basse de la fontaine, cachée derrière un épais feuillage.
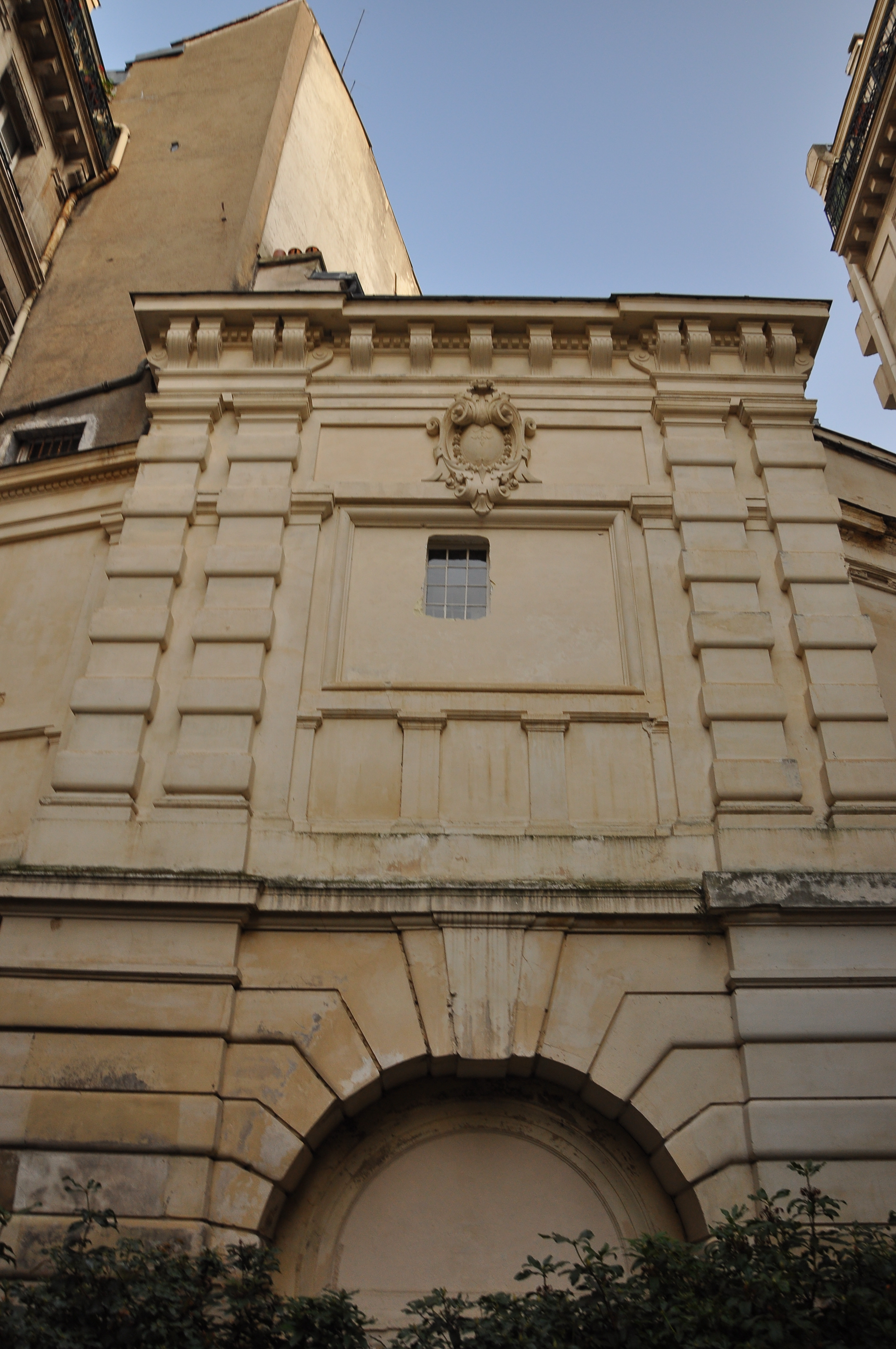
Le fronton actuel.
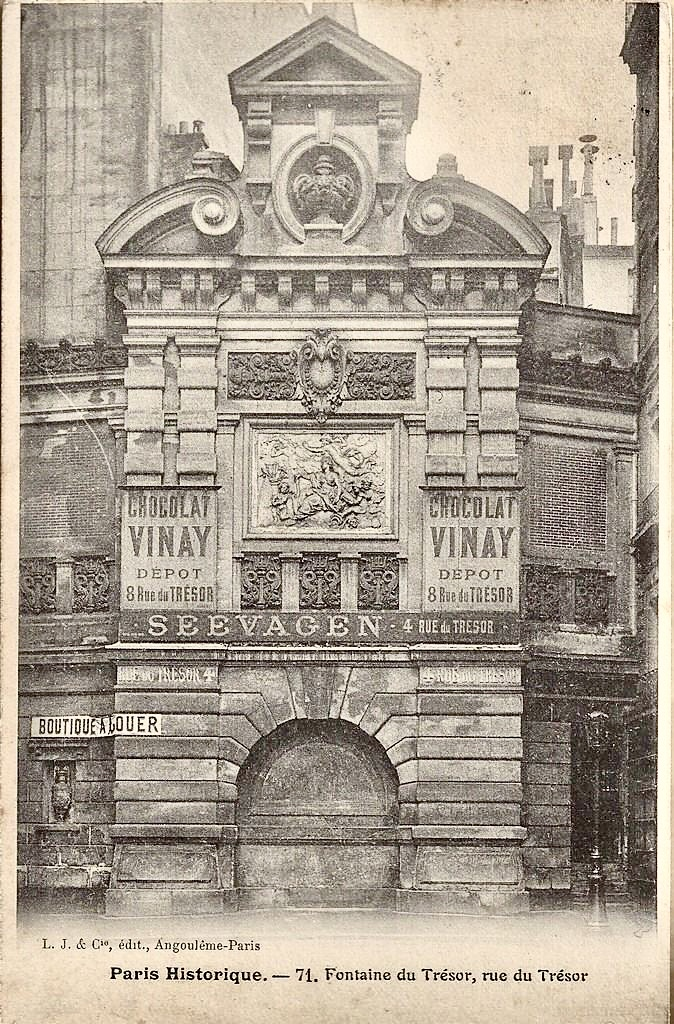
Le fronton tel qu'il était décoré en 1903.